# Miguel Delibes
Miguel Delibes Setién [migél delíbes setién], španski pisatelj, novinar in urednik * 17. oktober 1920, Valladolid, † 12. marec 2010, Valladolid.
Miguel Delibes Setién se je rodil v mestu Valladolid, ki je tudi glavno mesto španske avtonomne skupnosti Kastilija in Leon. Bil je španski pisatelj, novinar in urednik časopisa El Norte de Castilla. Od leta 1973 pa vse do smrti je bil član Španske kraljeve akademije. Študiral je trgovstvo in pravo in nekaj časa tudi poučeval na trgovski akademiji. Za svoja dela je prejel številne nagrade, močno pa se je zavzemal tudi za naravo in okolje.
Danes velja za enega najpomembnejših in najplodovitejših pisateljev španske povojne generacije. Pisal je predvsem romane, številne kratke zgodbe, potopise, literarne, politične in ekološke eseje, je pa tudi avtor mnogih dramskih del. Več njegovih del je bilo prirejenih za gledališki oder ali pa so po njih snemali filme.

## Življenje

### Mladost in šolanje
Miguel Delibes se je kot tretji od osmih otrok rodil Maríi Setién in Adolfu Delibesu. Oče je bil profesor prava na šoli za trgovstvo in je bil liberalno usmerjen, mati pa je bila predana katoličanka. Avtorjev priimek Delibes ima francoske korenine in izvira iz mesta Toulouse na jugozahodu Francije. Miguelov dedek, ki se je prvi iz roda preselil v Španijo z namenom, da bi sodeloval pri gradnji kantabrijske železnice, a je spoznal Miguelovo babico in se z njo poročil. Bil je bil brat francoskega skladatelja Lea Delibesa. Dedek po materini strani, Miguel María de Satién, je bil pomemben pravnik in politik ter zagovornik karlističnih idej.
Miguel Delibes se je šolal v katoliški šoli v Valladolidu in maturiral tik pred začetkom Španske džavljanske vojne leta 1936. Med vojno se je kot prostovoljec vključil v mornarico, po koncu vojne pa se je na željo očeta vrnil v Valladolid in tam tudi nadaljeval šolanje. Sprva je obiskoval trgovsko šolo, kjer je tudi končal šolanje, nato pa se je posvetil študiju prava. Obiskoval je tudi šolo za umetnost in obrt v Valladolidu, kar mu je pomagalo izpiliti njegovo umetniško znanje. V letu 1941 je zaradi prikazanega umetniškega znanja dobil delo kot karikaturist pri vodilnem časopisu v Valladolidu El Norte de Castilla. Od podpisa njegove prve pogodbe dalje, so bila Miguelu Delibesu odprta vrata v svet novinarstva. Poleg risanja karikatur je pisal tudi filmske kritike. Leta 1945 je dobil mesto profesorja na katedri tržnega prava in poučeval na trgovski šoli. Leta 1946, natančneje 23. aprila, se je poročil z Ángeles de Castro, ki je v kasnejših letih postala ena njegovih največjih inspiracij. Na medene tedne sta odšla v Molledo.

### Začetek literarne kariere
Leta 1947 je začel pisati svoj prvi roman Senca ciprese je podaljšana (La sombra del ciprés es alargada), za katerega je leta 1948 prejel nagrado Premio Nadal. Od takrat naprej je književnost postala gonilna sila njegove ustvarjalnosti. Letnici sta bili zanj prelomni tudi zaradi rojstev njegovih dveh otrok, sina Miguela in hčerke Ángeles, ki sta kasneje oba postala biologa. Leta 1949 je objavil svoj drugi roman z naslovom Še je dan (Aún es de día), ki pa je padel pod drobnogled cenzure. Kot profesor na šoli za trgovstvo se je moral ponovno soočiti s Frankovo cenzuro, ko je na predavanju govoril o Španski državljanski vojni. Istega leta se mu je rodil tudi tretji otrok, Germán, ki pa je postal arheolog in profesor prazgodovine na Univerzi v Valladolidu. 
Kljub tuberkulozi, za katero je zbolel leta 1950, je že istega leta izdal nov roman, ki velja za eno njegovih najpomembnejših del, z naslovom Pot (El camino), ki govori o enajstletniku, ki mora kljub nestrinjanju po očetovi želji zapustiti dom in iti študirat v Madrid, saj doma živijo na robu revščine. Prestavlja njegovo zadnjo noč doma, v kateri se spominja svojega lepega življenja na podeželju. Na prikrit način Delibes torej predstavlja revščino povojne Španije ter njeno slabo družbeno stanje in zatiranje. V delu je prisotna tudi tema narave, ki v delu izkazuje prednosti življenja na podeželju pa tudi druge pomembne teme, kot so smrt, prijateljstvo in religija. Kritizira pretirano versko predanost tistega časa, pri čemer ne smemo pozabiti, da govorimo o prvih povojnih letih, ko je imela cenzura ogromen vpliv nad vsem kulturnim izražanjem. Istega leta se je rodila tudi njegova druga hči Elisa, kasneje diplomantka hispanistične in francoske filologije.
V začetku 50-ih let je Delibes prevzel veliko odgovornost, ko je postal poddirektor časopisa El Norte de Castilla. Cenzuri je neprestano povzročal težave, čeprav se je ta tedaj že nekoliko omilila. Prepovedano je bilo pisati in govoriti o svojih občutnik, ni pa bilo prepovedano govoriti o stvareh, ki jih nisi čutil. Delibes je izkoristil ponujeno luknjo v zakonu in kritiziral družbeno-politično podobo tedanje Španije. Tako se je začelo obdobje, ko je Delibes praktično vsako leto izdal po eno literarno delo. Leta 1953 Moj oboževani sin Sisí (Mi idolatrado hijo Sisí), leto kasneje izide La partida, leto za tem tudi roman z naslovom Diario de un cazador, za katerega je prejel tudi nagrado Premio Nacional de Literatura. Leto 1955 je bilo tudi leto smrti njegove mame, prve nenadne družinske smrti. Leta 1956 je nato izšel roman Un novelista descubre, rodil pa se mu je tudi tretji sin Juan, ki je kasneje postal biolog. Oba z očetom sta bila velika navdušenca nad lovom in ribolovom. Leto za tem je izdal nov roman z naslovom Siestas con viento sur za katerega je prav tako prejel nagrado Premio Fastenrath. Diario de un emigrante je delo, ki je izšlo leta 1959, leto za tem pa še roman Rdeči list (La hoja roja) z eksistencialistično temo. Leta 1958 je bil imenovan za direktorja časopisa El Norte de Castilla.

### Literarni višek
Šestdeseta leta prejšnjega stoletja predstavljajo višek Delibesovega literarnega ustvarjanja. Obdobje je bilo v znamenju rojstva njegovega že šestega otroka, Adolfa, ter obiska več univerz v Nemčiji. Tudi Adolfo je v kasnejših letih končal študij biologije. Delibesovo literarno obdobje se je začelo v letu 1961, z objavo Viejas historias de Castilla la Vieja in Por esos mundos. V letu 1962 je sledila objava dela Podgane (Las ratas), ki velja za eno njegovih največji mojstrovin. Vsebina je grajena okoli serije avtobiografskih anekdot, ki prebujajo podeželjsko okolje v izginuli kastiljski vasi. Roman je bil nagrajen celo z nagrado Premio de la Critica. V istem letu se je Miguelu rodil tudi sedmi otrok, Camino, prav tako pa je bila pod taktirko režiserke Ane Mariscal posneta filmska verzija njegovega dela El camino. Sledilo je leto 1963, ki velja za zelo razburkano leto. Miguel je odstopil z mesta direktorja El Norte de Castilla zaradi številnih nesporazumov z Manuelom Frago, takratnim ministrom za turizem. Leta 1964 se je Delibes odpravil v Ameriko, kjer je preživel šest mesecev kot gostujoči profesor na oddelku za tuje jezike in literaturo na univerzi v Marylandu. Po povratku v Španijo je napisal in objavil roman Pet ur z Marijem, ki prav tako kot že prej omenjeno delo Las ratas velja za eno izmed njegovih mojstrovin. Roman bazira na monologu ženske, ki bedi ob svojem preminulem možu in se ob podčrtanih citatih iz njegove biblije spominja dogodkov preživetih v njunem življenju. V obdobju po vrnitvi iz Amerike sta pomembni še dve deli in sicer USA y yo ter La milana. V letih, ki so sledila je obiskal takratno Češkoslovaško in objavil delo Parabola del náufrago. V sedemdesetih letih prejšnjega stoletja je napisal številne knjige z lovsko tematiko. Takšna tematika je izvirala predvsem iz njegove strasti do lova. V enakem obdobju objavi tudi delo Un ano de mi vida, v katerem gre za njegov osebni dnevnik.
Prvega februarja leta 1973 je bil izvoljen za mesto v španski kraljevi akademiji, kjer je po smrti Julia Guillena zasedel »stol e«. V decembru istega leta je bil prav tako izvoljen za mesto v Hispanic Society of America, še pred koncem leta pa je objavil tudi delo El principe destronado, njegov enajsti roman.
22. novembra leta 1974 se je Delibes soočil z veliko izgubo, ko mu je pri le 50-ih letih nepričakovano preminula žena Ángeles de Castro. Smrt žene je na pisatelja močno vplivala vse do konca njegovega življenja.
Leta 1975 se je tudi uradno priključil Španski kraljevi akademiji z govorom na podlagi katerega je bila kasneje zasnovana tudi knjiga z naslovom Un mundo que agoniza. V istem letu je izšel njegov dvanajsti roman Las guerras de nuestros antepasados. V naslednjih treh letih je izdal serijo knjig o lovu ter edino njegovo knjigo o ribolovu, z naslovom Mis amigas las truchas. Obdobje se je zaključilo z objavo El disputado voto del senor Cayo, ki velja za njegov trinajsti roman. Leta 1979 je v Španiji premierno uprizoritev na odru dočakalo delo Cinco horas con Mario. V glavni vlogi se je pojavila igralka iz Valladolida Lola Herrera. Ker je uprizoritev požela velik uspeh, so jo v obdobju, ki je sledilo odigrali še večkrat. V istem letu izda tudi antologijo z naslovom Castilla, lo castellano, los castellanos.

### Devetdeseta leta in nagrade
Leta 1980 je v Valladolidu potekal sedmi internacionalni kongres knjigotržcev. Glavni naslov takratnega časa je bil Delibesov roman Los santos inocentes, objavljen leta 1981. Istega leta so po predlogi gledališke igre Pet ur z Mariem posneli še film z naslovom Nočna predstava.
Leta 1982 je prejel nagrado Principe de Asturias, sodeloval pa je tudi na kongresu imenovanem »Una literatura para el hombre«, ki je potekal v Reggiio Emalii, v Italiji. V tem desetletju je objavljal knjige o lovu, kratke zgodbe in zbirke časopisnih člankov. Leta 1983  je bil Delibes imenovan za avtorja leta s strani španskih knjigarnarjev. Konec leta je bil roman Los santos inocentes prenesen na filmska platna, nosilca glavnih vlog Alfredo Landa in Francisco Rabal pa sta bila dobitnika nagrad na filmskem festivalu v Cannesu za odigrani vlogi. Leta 1985 je objavil roman El tesoro in s francoske strani prejel naziv Caballero de la Orden de las Artes y las Letras. Sledila je objava dela Castilla habla, prejel je častno odlikovanje Univerze v Madridu, udeležil pa se je tudi gledaliških priredb njegovih literarnih del Rdečega lista (La hoja roja) in Las guerras de nuestros antepasados. Za Madera de héroe s temo španske državljanske vojne, njegovo delo iz leta 1987, je prejelo nagrado Premio Ciudad de Barcelona. 
Maja leta 1990 je prejel častno odlikovanje s strani Univerze v Saarlaandu, v Nemčiji. Leto kasneje je prejel nacionalno nagrado za leposlovje, ki jo podeljuje špansko ministrstvo za kulturo. Univerza v Malagi se mu je poklonila na četrtem kongresu španske sodobne literature z naslovom »Miguel Delibes: pisatelj, njegovo delo in bralec«. Istega leta je objavil tudi eno svojih zadnjih del z naslovom Señora de rojo sobre fondo gris, ki odraža evokacijo njegove pokojne žene. Leta 1991 se je v Madridu odvijal dogodek »Encuentro con Miguel Dellibes«. Sestavljen je bil iz sedmih koferenc in šterih okroglih miz, kjer so obravnavali dela Miguela Delibesa. Leta 1993 je prejel še najuglednejšo Cervantesovo nagrado.

### Literarni odmor in zadnja leta
El hereje, njegovo zadnje večje delo, je poklon njegovemu rodnemu Valladolidu. Objavljeno je bilo leta 1998, zanj pa je dobil nagrado Premio Nacional de Narrativa. Ob prejemu nagrade je dejal, da z 79 letom zaključuje s pisanjem. Na prelomu tisočletja je bila ustanovljena profesura Miguela Delibesa s sedežem na univerzah v New Yorku in Valladolidu, njen cilj pa je bil širjenje sodobne španske literature. V katedri so želeli špansko literaturo približati Združenim Državam Amerike. 
Po objavi romana El hereje se je njegova literarna kariera praktično ustavila, predvsem zaradi raka na debelem črevesju, ki ga je pustil povsem fizično onemoglega. Leta 2007 je prejel nagrado Premio Quijote de las letras Espanolas. V zadnjih letih njegovega literarnega ustvarjanja praktično ni bilo, napisal je le nekaj člankov, poskušal pa je dokončati kratko zgoodbo Diario de un artritico reumatoide a ta nikoli ni dobila epiloga. Po prejetju nagrade Vocento a los Valores Humanos sta ga na njegovem domu v Valladolidu obiskala španska kralj in kraljica. Poklonili so se mu z izgradnjo kulturnega centra Centro Cultural Miguel Delibes, ki je tako konzervatorij kot avditorij.
Avtonomna država Kastilija in Leon mu je novembra leta 2009 poklonila zlato medaljo za zavestno širjene kasteljanščine. Po mnenju več ljudi in institucij bi Miguel Delibes moral prejeti Nobelovo nagrado. Nazadnje so ga zanjo želeli predlagati v letu 2010.

### Smrt
V prvih dneh marca leta 2010 se je njegovo stanje poslabšalo. Enajstega marca se je nahajal v kritičnem stanju. Pisatelj je umrl v zgodnjih urah dvanajstega marca v 89 letu starosti zaradi raka na debelem črevesju, za katerega mu je bila diagnoza postavljena leta 1998 in katerega ni mogel preboleti. Pokopali so ga naslednje jutro v rodnem Valladolidu, njegovega pogreba pa se je udeležilo več kot 18.000 ljudi, med njimi številne znane osebnosti kot so Lola Herrera, Concha Velasco, predsednik Kastilije in Leona Juan Vicente Herrera, takratna ministrica za kulturo Ángeles González-Sinde in drugi.
Kasneje je bil upepeljen, njegovi ostanki pa so bili pokopani skupaj z znanimi pisatelji Valladolida, kot so Jose Zorilla in Rosa Chanel. Na njegovo veliko željo so skupaj z njegovimi posmrtnimi ostanki pokopali tudi posmrtne ostanke njegove žene.
Po smrti so poleg kulturnega centra po njem poimenovali še knjižnico in eno izmed ulic v Valladolidu, leto po njegovi smrti pa je bila pod vodstvom njegove hčerke Elise ustanovljena fundacija, ki nosi njegovo ime.

## Dela

### Romani
- La sombra del ciprés es alargada (1947, Premio Nadal)
- Aún es de día (1949)
- El camino (1950)
- El loco (1953)
- Mi idolatrado hijo Sisí (1953)
- Diario de un cazador (1955, Premio Nacional de Literatura)
- Diario de un emigrante (1958)
- La hoja roja (1959, Premio de la Fundación Juan March)
- Las ratas (1962, Premio de la Crítica)
- Cinco horas con Mario (1966)
- Parábola del náufrago (1969)
- El príncipe destronado (1973)
- Las guerras de nuestros antepasados (1975)
- El disputado voto del señor Cayo (1978)
- Los santos inocentes (1981)
- Cartas de amor de un sexagenario voluptuoso (1983)
- El tesoro (1985)
- 377A, madera de héroe (1987, Premio Ciudad de Barcelona)
- Señora de rojo sobre fondo gris (1991)
- Diario de un jubilado (1995)
- El hereje (1998, Premio Nacional de Literatura)

### Zgodbe
- La partida (1954)
- Siestas con viento sur (1957, Premio Fastenrath)
- Viejas historias de Castilla la Vieja (1964)
- La mortaja (1970)
- Viejas historias y cuentos completos (2006)

### Potopisi
- Un novelista descubre América (1956)
- Por esos mundos: Sudamérica con escala en las Canarias (1961)
- Europa: parada y fonda (1963)
- USA y yo (1966)
- La primavera de Praga (1968)
- Dos viajes en automóvil: Suecia y Países Bajos (1982)

### Knjige o lovu
- La caza de la perdiz roja (1963)
- El libro de la caza menor (1966)
- Con la escopeta al hombro (1970)
- La caza de España (1972)
- Alegrías de la caza (1977)
- Mis amigas las truchas (1977)
- Aventuras, venturas y desventuras de un cazador a rabo (1979)
- Las perdices del domingo (1981)
- Tres pájaros de cuenta (1987)
- Dos días de caza (1988)
- El último coto (1992)

### Eseji in članki
- Castilla en mi obra (1972)
- Un año de mi vida (1972)
- Vivir al día (1975)
- SOS: el sentido del progreso desde mi obra (1976)
- Castilla, lo castellano y los castellanos (1979)
- Un mundo que agoniza (1979)
- El otro fútbol (1982)
- La censura en los años cuarenta (1984)
- Castilla habla (1986)
- Mi querida bicicleta (1988)
- Mi vida al aire libre (1989)
- Pegar la hebra (1990)
- La vida sobre ruedas (1992)
- Un deporte de caballeros (1993)
- 25 años de escopeta y pluma (1995)
- He dicho (1996)
- Correspondencia 1948-1986, con Josep Vergés (2002)
- España 1939-1950: Muerte y resurrección de la novela (2004)
- La tierra herida, con Miguel Delibes de Castro (2005)

### Filmske priredbe
Sldeči romani so bili prirejeni za filmska platna:
- El camino, Ana Mariscal (1964), Zasedba: Julia Caba Alba, Joaquín Roa, Mary Delgado and Maruchi Fresno
- Mi idolatrado hijo Sisí, prirejen kot Retrato de familia, Antonio Giménez-Rico (1976). zasedba: Antonio Ferrandis, Amparo Soler Leal, Mónica Randall, Miguel Bosé.
- El príncipe destronado, prirejen kot La guerra de papá, Antonio Mercero (1977).
- Los santos inocentes, Mario Camus (1984). Francisco Rabal in Alfredo Landa dobitnika nagrade v Cannesu.
- El disputado voto del señor Cayo, Antonio Giménez-Rico (1986). Posneto z Franciscom Rabalom in Juanom Luisom Galiardom.
- El tesoro, Antonio Mercero (1988). Eden prvih filmov z Joséjem Coronadom.
- La sombra del ciprés es alargada, Luis Alcoriza (1990).
- Las ratas, Antonio Giménez-Rico (1996).
- Diario de un jubilado, prirejen kot Una pareja perfecta, Francesc Betriú (1998). Posnet z Josejem Sazatornilom "Saza" in Antoniom Resinesom.